# Marco Pašalić
Marco Pašalić (* 14. September 2000 in Karlsruhe) ist ein kroatisch-deutscher Fußballspieler. Der Flügelstürmer steht in den USA bei Orlando City unter Vertrag und ist A-Nationalspieler.

## Karriere

### Vereine
Pašalić wurde in seiner Geburtsstadt beim Karlsruher SC sowie der SG Siemens Karlsruhe ebenso ausgebildet wie in den Jugendteams des SV Sandhausen und der TSG 1899 Hoffenheim. Für die U17 des KSC schoss der Angreifer in seinem letzten Jahr in der B-Junioren-Bundesliga sieben Tore, darunter den 1:0-Endstand gegen den SC Freiburg oder das einen Zähler rettende 1:1 gegen Kaiserslautern. Während seinem Partner auf den offensiven Außenbahnen, Stephan Mensah, lediglich ein Treffer mehr gelang, wurde das Duo überflügelt von Mittelstürmer Malik Batmaz, der beinahe die Hälfte der Karlsruher Saisontore schoss und mit den größten Anteil am Erreichen des 3. Platzes hatte.
Gemeinsam mit weiteren Teamkameraden des 2000er-Jahrgangs wie Batmaz, Mensah und Dominik Kother rückte Pašalić im Sommer 2017 in die A-Jugend auf. Im Gegensatz zu seinen drei Sturmkollegen war der Deutschkroate im ersten Jahr nur Ersatz und konnte in elf Kurzeinsätzen nur eine Vorlage beisteuern. Auch im zweiten Jahr verbesserte sich seine Situation nicht und in der Folge schafften es Batmaz und Kother in die erste Mannschaft, die in der 2. Bundesliga spielte, wohingegen Mensah zum Drittligisten SpVgg Unterhaching wechselte. Pašalić absolvierte seinerseits Probetrainingseinheiten beim FC Bayern München und beim NK Osijek, wechselte aber dann zum VfB Stuttgart, um dessen Oberligaherrenmannschaft zu verstärken. Im Landespokal schoss der Angreifer fünf Tore und kam mit seinem Team bis ins Viertelfinale. In der Liga gelang ihm bis März 2020 nur ein Treffer, bis die Saison in Folge der COVID-19-Pandemie abgebrochen und nach der Quotientenregelung gewertet wurde. Stuttgart II stand mit dem besten Punkteschnitt auf Rang 1 und kehrte als Meister unmittelbar in die Regionalliga zurück.
In der vierthöchsten Spielklasse erfuhr Pašalić einen Leistungsschub und wurde zur Stammkraft. Acht Toren standen 12 Assists gegenüber, mit welchen er seinem Team einige wichtige Punkte erspielte. Im bevorzugt von Trainer Frank Fahrenhorst gewählten Fünfermittelfeld war der Deutschkroate am häufigsten auf der linken Seite aktiv, lediglich Mittelstürmer Marcel Sökler war noch effektiver im Angriffsspiel als er. Mit der Stuttgarter Zweitvertretung erreichte der Offensivspieler einen ungefährdeten Mittelfeldplatz und nur drei Teams hatten am Ende noch mehr Tore erzielt.
Im Sommer 2021 erfolgte ein Wechsel zur U23 von Borussia Dortmund, die gerade als Westmeister in die 3. Liga aufgestiegen war. Mit Chris Führich hatte man einen wichtigen Flügelspieler verloren, Dominik Wanner und Malte Wengerowski verließen ebenfalls den Verein und Ansgar Knauff wurde weiterhin verstärkt im Bundesligateam eingebunden. Für die erste Mannschaft kam der Flügelspieler in Testspielen zum Einsatz, beim 1:3 gegen den VfL Bochum schoss er das einzige Tor für den BVB. Nachdem er in drei Drittligaspielen zwei Tore erzielt hatte, berief Trainer Marco Rose den Angreifer für die DFL-Supercuppartie in den Kader; bei der 1:3-Niederlage gegen den Meister FC Bayern München wurde Pašalić in der Schlussphase eingewechselt. Am 7. Spieltag zog sich der Angreifer einen Syndesmosebandanriss zu und fiel bis Ende Januar 2022 aus. Nach seiner Rückkehr konnte Pašalić sechs Kurzeinsätze absolvieren, ehe ihn eine Schulterverletzung erneut monatelang außer Gefecht setzte. Mit Bradley Fink, Immanuel Pherai, Berkan Taz und Richmond Tachie verließen in der Folge weitere Offensivspieler die Dortmunder U23, für die Jayden Braaf und aus der vereinseigenen A-Jugend Göktan Gürpüz nachrückten. Die Verletzung des Deutschkroaten zog sich bis in den Saisonstart hinein, woraufhin dieser erst am 3. Spieltag wieder zur Verfügung stand. Seitdem bespielt er, überwiegend von Beginn an, die rechte Außenbahn, während ihm auf der linken Seite am häufigsten Guille Bueno gegenüber steht. Aufgrund des längerfristigen Ausfalls der Angreifer Sébastien Haller und Jamie Bynoe-Gittens wurde Pašalić im vorletzten Bundesligaspiel vor der Winterpause von Roses Nachfolger Edin Terzić nach einer Einwechslung aufs Feld geschickt.
Im Sommer 2023 wechselte er zu HNK Rijeka in die erste kroatische Liga. Für Rijeka spielte der Angreifer häufig von Beginn an und sammelte auch erste Erfahrungen in Europapokalwettbewerben, genauer gesagt in deren Qualifikationsphasen. Pašalić steuerte in 68 Pflichtspielen für den Verein 25 Scorerpunkte bei und stand mit ihm einmal im nationalen Pokalfinale, dessen Ausgang in zwei Partien entschieden wurde. Während Spieler und Verein diesen Titel nicht gewannen, verspielten sie auch im Frühjahr 2024 die Meisterschaft, als sie vier der letzten fünf Spiele verloren. 
Wenige Wochen vor Beginn der Spielzeit 2025 wechselte Pašalić inmitten der laufenden kroatischen Saison Anfang Februar 2025 in die Major League Soccer zu Orlando City. Er unterschrieb einen Zweijahresvertrag als Designated Player.

### Nationalmannschaft
2016 und 2017 absolvierte Pašalić jeweils ein Spiel für die kroatische U17. Im August 2021 wurde er von Trainer Igor Bišćan gemeinsam mit Josip Stanišić vom FC Bayern in den Kader der U21-Nationalmannschaft für die im September stattfindenden Qualifikationsspiele zur EM 2023 berufen. Er war in beiden Partien gegen die Dänen beteiligt und konnte sich mit seiner Mannschaft für die Endrunde qualifizieren. Für den daran teilnehmenden Kader wurde Pašalić aber nicht mehr nominiert.
Der Offensivspieler wirkte Ende November 2023 im Rahmen zweier Qualifikationsspiele der A-Auswahl zur EM 2024 in Form von Kurzeinsätzen mit. Den Kroaten gelang als Zweiter die Qualifikation für das Turnier. Bei diesem schieden sie nach der Gruppenphase aus, Pašalić saß bei allen drei Spielen auf der Bank.

## Erfolge
VfB Stuttgart II
- Meister der Oberliga Baden-Württemberg und Aufstieg in die Regionalliga Südwest: 2020

HNK Rijeka
- Kroatischer Pokalsieger: 2025 (nur Hinrunde aktiv)
- Kroatischer Meister: 2025 (nur Hinrunde aktiv)